# Das Heiratsnest
Das Heiratsnest ist ein deutscher Stummfilm-Militärschwank aus dem Jahre 1927. Unter der Regie von Rudolf Walther-Fein spielen Harry Liedtke, Livio Pavanelli und Wolfgang Zilzer die Hauptrollen.

## Handlung
In der „guten, alten“ k.u.k.-Zeit: Rittmeister von Derfling und sein Leutnant Wranow haben es in ihrem Regiment mit den Damen eindeutig zu toll getrieben. Daher beschließt die Militärführung, die beiden Casanovas in die galizische Einöde am Rande des Habsburger-Reichs zu versetzen, wo frauentechnisch rein gar nichts los ist und man schon aus purer Langeweile, um nicht gänzlich unbeweibt zu bleiben, nolens volens  vor den Traualtar tritt. Kurz: der „Verbannungs“- und Zielort gilt als reinstes Heiratsnest. Beider alter Vorgesetzter, Oberst von Grodicki, der bislang unter den Lustwandeleien der zwei Jungoffiziere zu leiden hatte, wird in Zivil gleich mitgeschickt, um dort im Dorf ein waches Auge auf die beiden Damenbeglücker zu werfen und sie eventuell auch ordentlich an die Kandare zu nehmen, sollte dies angebracht sein. 
Grodicki hat vor allem den Rittmeister auf dem Kieker und befiehlt ihm, dass er sich innerhalb der folgenden drei Tage zumindest verloben müsse. Tatsächlich entdeckt von Derfling eine Herzdame, mit der er sein Leben verbringen möchte. Die entpuppt sich jedoch ausgerechnet als die Tochter eines im Ruhestand befindenden Generals. Zuvor feiert der Herzensbrecher noch eine kleine nächtliche Orgie und muss überdies ein Duell überstehen. Auch Leutnant Wranow bleibt nicht unbeweibt, denn er freit Emmy von Bialkonsky, die Schwester von Derflings Auserwählter Helene. Schließlich kommt zum Happy End wider Erwarten sogar der gestrenge Oberst auch noch unter die Haube.

## Produktionsnotizen
Das Heiratsnest entstand im Juni/Juli 1927 im Filmstudio von Staaken bei Berlin. Der Film passierte am 30. August 1927 die Zensur und wurde am 2. September 1927 uraufgeführt. Der Film besaß sechs Akte, verteilt auf 2176 Meter, und wurde mit Jugendverbot belegt. Im Handlungsort Österreich lief der Film am 14. Oktober desselben Jahres an.
Rudolf Dworsky hatte die künstlerische Oberleitung, Botho Höfer und August Rinaldi entwarfen die Filmbauten. Walter Tost war Aufnahmeleiter. Sein jüngerer Bruder, der spätere Produktionsleiter und Filmproduzent Hans Tost, gab hier seinen Einstand als Schauspieler vor der Kamera.

## Kritik
Paimann’s Filmlisten resümierte: „Das Sujet ist in scharf satyrischer, später recht lustiger, schmissiger Art, allerdings mit einer Reihe geschmacklicher Entgleisungen  und übertrieben karikierter Zeichnung alt-österr. Verhältnisse gemacht. Die Regie hält ein flottes Tempo ein … Liedtke verkörpert die Hauptrolle sympathisch, die übrigen männlichen Mitspieler sind gut,  weit weniger die weiblichen von der wie immer gelungenen Ida Wüst abgesehen.“